# Henk Dissel

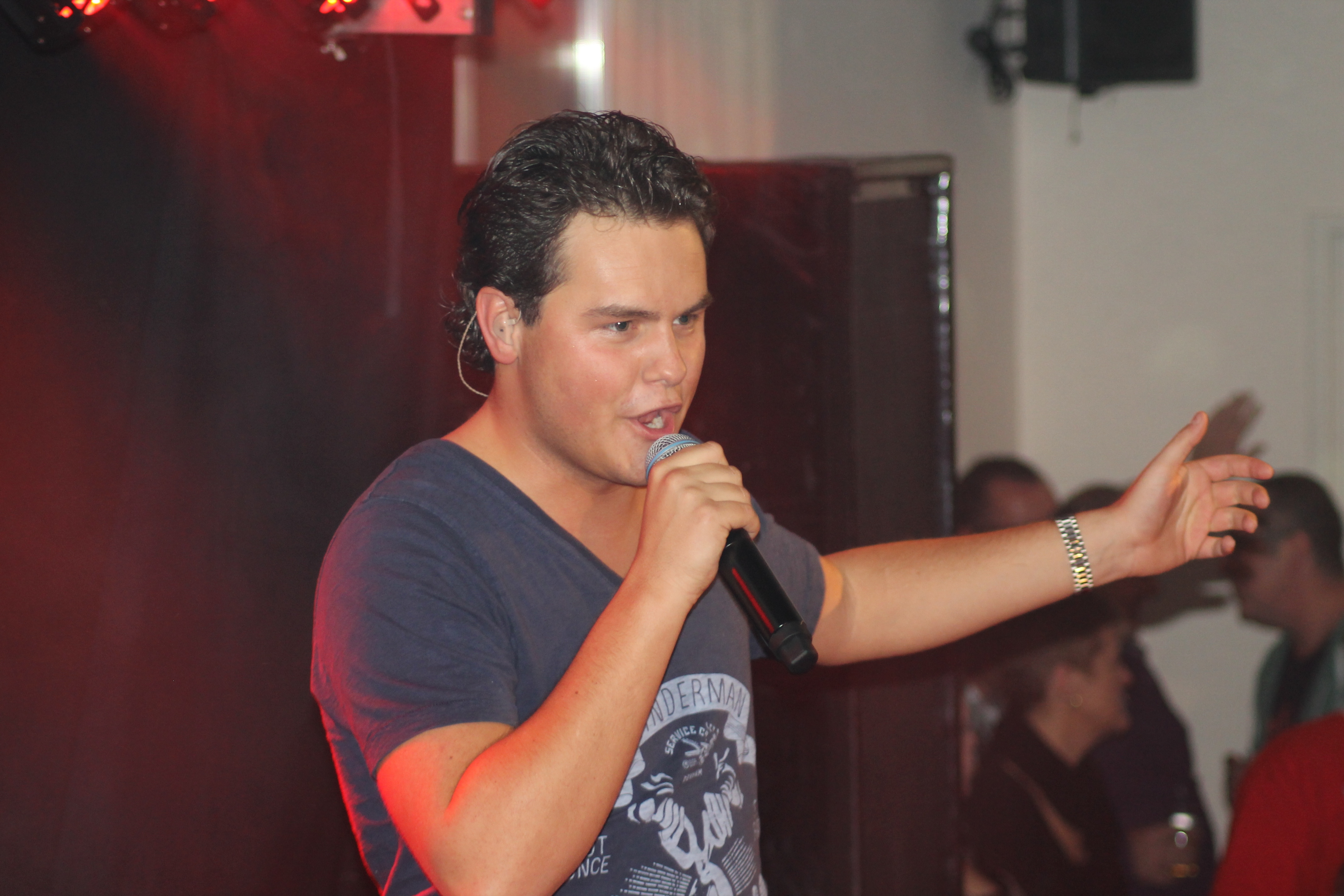
Henk Dissel (2013)

Henk Dissel (* 21. Februar 1991 in Zeist) ist ein niederländischer Sänger.

## Karriere
Im Jahr 2008 nahm Henk Dissel an einer Fernsehsendung der niederländischen Fernsehanstalt TROS (heute: AVROTROS) teil, welche ihm nationale Bekanntheit verschaffte. Den ersten Charterfolg hatte Dissel 2011 mit seiner Single „Denk jij nog wel aan mij“ (etwa: Denkst du wohl noch an mich), der Titel platzierte sich in den niederländischen Top-100-Singlecharts Single Top 100 auf Platz 28.
Der Titel „Lange nacht“ (lange Nacht) schaffte es 2012 für ganze 17 Wochen in die niederländischen Top 100: er kam bis Platz 25. 2013 erreichte Dissel mit „Dansen“ und „Rood fruit“ erfolgreiche Plätze der Top 100. Die Titel hielten sich dort 14 bzw. 15 Wochen lang.